# Kemal-Eherek
Kemal-Eherek (ukr. Кемаль-Егерек, krm. Kemal Egerek) – trzeci co do wysokości szczyt Gór Krymskich. Jego wysokość wynosi 1529 m n.p.m.
Znajduje się w odległości 6 km od centrum Massandry.